# Mendes Cabeçadas
José Mendes Cabeçadas Júnior, généralement connu comme Mendes Cabeçadas, (Loulé, 19 août 1883-Lisbonne, 11 juin 1965), est un officier de marine et homme d'État portugais, ayant joué un rôle majeur dans la préparation des mouvements révolutionnaires (la Révolution du 5 octobre 1910 et le coup d'État du 28 mai 1926) qui créent et détruisent la Première République. Il occupe les postes de neuvième président de la République (le premier de la Dictature militaire) et de président du Ministère pendant une courte période (du 31 mai au 19 juin 1926).

## Biographie
Mendes Cabeçadas est l'un des responsables de la révolte à bord du navire Adamastor durant la révolution républicaine de 1910. Néanmoins, le régime qu'il a aidé à mettre en place le déçoit bientôt. En 1926, il mène la révolution contre la Première République après que Gomes da Costa l'ait initiée à Braga. Le président du Conseil António Maria da Silva démissionne le 30 mai et le lendemain 31 mai le président Bernardino Machado le nomme Premier Ministre. Le même jour, le président démissionne également et Mendes Cabeçadas assume le rôle de président de la République.
C'est un révolutionnaire modéré et il pense possible de former un gouvernement qui ne remettrait pas en cause le régime constitutionnel, mais sans influence sur le Parti démocrate. Toutefois, les autres révolutionnaires (dont Gomes da Costa et Óscar Carmona) le jugent incompétent et lors d'une réunion à Sacavém le 17 juin 1926, le forcent à renoncer à ses postes de président de la République et de président du Ministère (chef du gouvernement) en faveur de Gomes da Costa.
Il rejoint alors l'opposition au régime pour la troisième fois, s'implique dans plusieurs tentatives révolutionnaires et signe plusieurs manifestes contre la dictature jusqu'à sa mort en 1965 pendant la période dirigée par António de Oliveira Salazar connue comme l'Estado Novo (le Nouvel État).

## Sources
- (en) Cet article est partiellement ou en totalité issu de l’article de Wikipédia en anglais intitulé « José Mendes Cabeçadas » (voir la liste des auteurs).